# Голенки (Калужская область)
Голенки — деревня в Износковском районе Калужской области России. Входит в сельское поселение «Деревня Алексеевка».

## География
Рядом — Доманово.

## История
В 1698 году подьячий Андрей Федорович Голенищев получил Добрый Холм в поместье.
В XVIII веке принадлежала алексинскому подьячему Ивану Голенищеву.
Василий Константинович Голенищев платил оброк 2 алтына 4 деньги с пустующей Предтеченской церковной земли, расположенной на реке Крапивенке.
В 1782 году называлось сельцо Добрый Холм и принадлежало Петру Ивановичу и Максиму Ивановичу Щербачёвым. «Добрый Холм» означало селение на холме.
Название «Холм» характерно для селений кривичей, живших в V—X веках. Селения кривичей располагались преимущественно на холмах, на которых проще создавать и сохранять от заболачивания пахотные земли.
В XIX веке — Голенищево. Название деревня получила от фамилии Голенищевы, что были её прежними владельцами.
В 1982 году деревня исключена из учётных данных из-за отсутствия населения.
Деревня вновь образована 1 августа 2018 года.

## Достопримечательности
В деревне братская могила, в ней похоронены жители деревни Доманово, расстрелянные в январе 1942 года немцам за связь с партизанам, бойцы и командиры Красной Армии.